# Yoichi Kajiyama
Yoichi Kajiyama (Hiroshima, 8 september 1971) is een voormalig Japans voetballer.

## Carrière
Yoichi Kajiyama speelde voor Vissel Kobe.